# Louis-Auguste-Victor de Ghaisnes de Bourmont

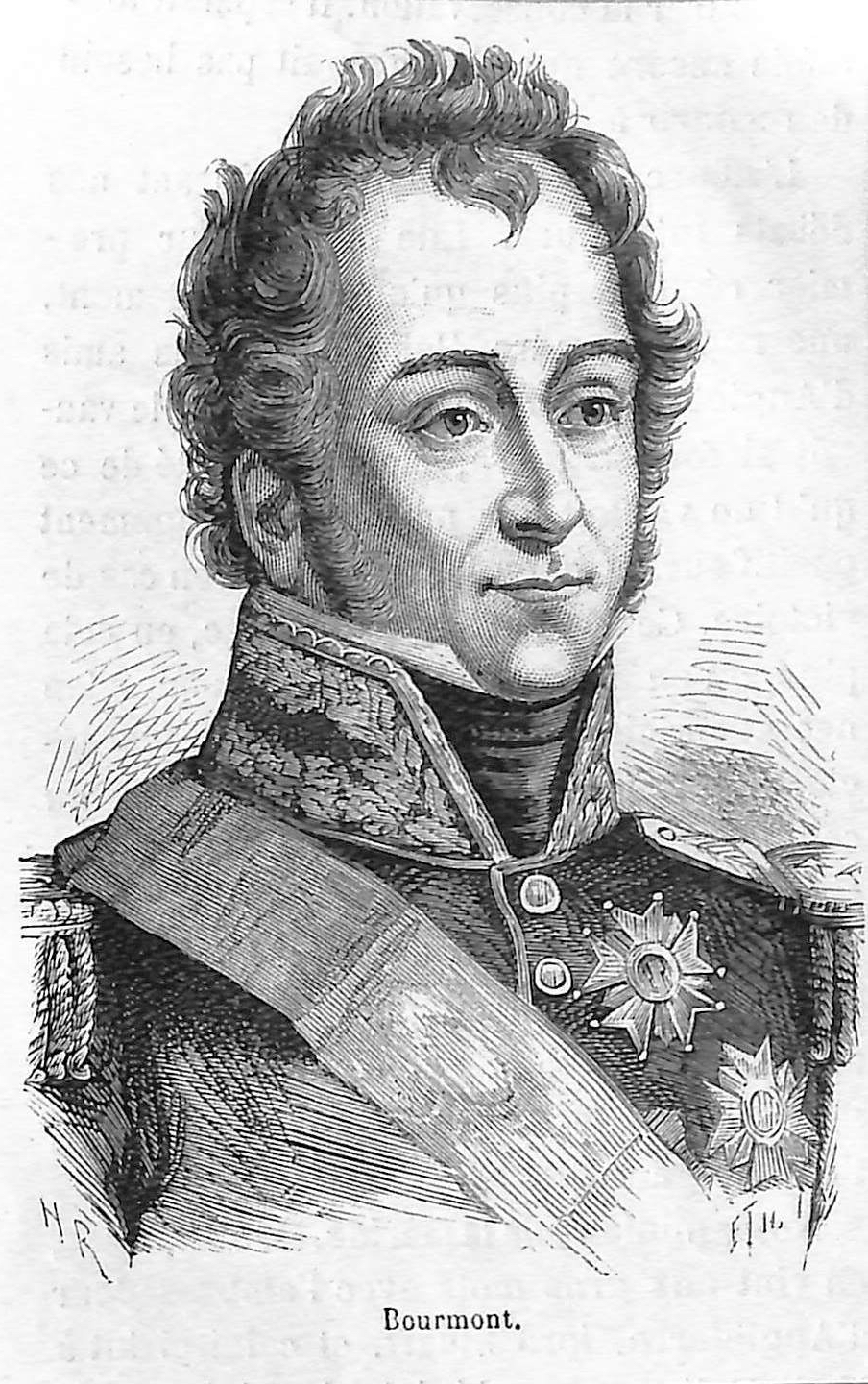
Louis de Ghaisnes de Bourmont, Maréchal de France

Louis-Auguste-Victor de Ghaisne, comte de Bourmont (* 2. September 1773 auf dem Schloss Bourmont im Anjou; † 27. Oktober 1846 ebenda) war ein französischer General und Staatsmann, Marschall und Pair von Frankreich.

## Leben
Bourmont war zu Beginn der Französischen Revolution Offizier in der königlichen Garde, emigrierte mit seinem Vater und wurde Adjutant des Prinzen von Condé, kehrte aber 1794 nach Frankreich zurück, um mit der Armee der Emigranten im Aufstand der Vendée gegen die Revolution zu kämpfen. An der Spitze der Chouans eroberte er 1795 Le Mans, floh aber 1796 nach London, von wo er 1799 nach Frankreich zurückkehrte, um aufs Neue in der Vendée die Revolution zu bekämpfen.
Als Napoleon an die Macht kam, schloss er sich diesem an, wurde aber nach dem Attentat der Höllenmaschine verdächtig und 1803 auf die Zitadelle von Besançon in Haft gebracht, von wo er 1805 nach Portugal entkam.
Durch Junot mit Napoleon I. ausgesöhnt, wurde er 1808 Colonel bei der Armee von Neapel und bald darauf Général de brigade. In den Feldzügen 1813 und 1814 zeichnete er sich bei mehreren Gelegenheiten aus, namentlich in der Schlacht um Dresden und bei der Verteidigung von Nogent-sur-Seine (Februar 1814).
Bei Nogent-sur-Seine wurde er verwundet; Napoleon beförderte ihn zum Général de division.
Am 31. März 1814 trat er zu den Bourbonen über und erhielt am 31. Mai das Kommando über die 6. Militärdivision (Besançon). Nach Napoleons Rückkehr von Elba übernahm er von diesem das Kommando der 2. Division der Moselarmee in Flandern, ging aber am 15. Juni, am Vorabend der Schlacht bei Ligny, nachdem er noch dem entscheidenden Kriegsrat beigewohnt und Napoleons Pläne erfahren hatte, zu den Verbündeten über, was Napoleon entscheidend schwächte. Nach der Rückkehr der Bourbonen war Bourmont namentlich bei der Verurteilung Neys tätig.
Als Befehlshaber eines Korps der spanischen Interventionsarmee (Französische Invasion in Spanien 1823) schlug er die Konstitutionellen bei San Lucar la Major und besetzte Sevilla, erhielt nach dem Fall von Cádiz (23. September 1823) den Oberbefehl in Andalusien und wurde am 6. Oktober 1823 Pair.
Wegen seiner Strenge aus Spanien 1824 zurückgerufen, wurde er 1829 im Kabinett Polignac Kriegsminister. 1830 erhielt er den Oberbefehl über die Expedition gegen Algier. Die französischen Truppen in einer Stärke von 37.000 Mann landeten am 14. Juni bei Sidi Ferrusch nahe der Stadt. De Bourmont zwang durch geschickte Operationen Algier am 5. Juli zur Kapitulation, wofür er am 22. Juli den Titel Maréchal de France erhielt. Er legte nach der Julirevolution sein Kommando nieder und begab sich am 2. September nach England zur vertriebenen königlichen Familie.
Am 10. März 1832 wurde er aus den Listen der Armee und der Pairs gestrichen, weil er dem Julikönigtum den Eid verweigerte.
1833 befehligte er kurze Zeit die Truppen Dom Miguels in Portugal (Miguelistenkrieg) und unterstützte später mit seinem Rat die Carlisten in Spanien. Meist lebte er zurückgezogen auf seinem Schloss Bourmont (frz. Château de Bourmont).

## Auszeichnungen
- 1825: Großkreuz der Ehrenlegion